# Gibson Les Paul 54 Custom
Модель Les Paul 54 Custom «Black Beauty» — переиздание первоначальной модели Les Paul Custom 1957 года. В первых гитарах Les Paul Custom 1954—1960 годов корпуса делались полностью из махагони, в отличие от обычных моделей Les Paul, в которых помимо махагона присутствовал топ из клёна. За счёт этого гитары серии Les Paul Custom, которые выпускали в 1954—1960 годах, как и их нынешние переиздания обладают более глубоким, плотным и ровным звуком.
Гитары модели Custom «Black Beauty», как и их последующие переиздания могут иметь два варианта бриджа: тремоло Bigsby, либо стандартный фиксированный Stopbar).
Оригинальная гитара фирмы Gibson производится в США, Нэшвил. На гитару устанавливается струнодержатель, бридж колки Grover золотого цвета. К гитаре прилагался кейс (Custom Shop Case).

## ЭлектрогитараGibson Les Paul 54 CustomБориса Пивоварова
Борис Пивоваров — один из лучших гитаристов СССР 1970-х годов, самоучка, не знавший нотной грамоты — купил электрогитару Gibson Les Paul 54 Custom в 1973 году, в самом начале своей работы в аккомпанирующем составе певца Валерия Ободзинского — вокально-инструментальном ансамбле «Верные друзья», за очень большие по тому времени 3500 рублей и уже не расставался с ней до ранней смерти в сорок с небольшим лет. По ироничному воспоминанию звукооператора Эдварда Зайца, Пивоваров «играл на гитаре с утра и до утра, не выпуская её из рук».
На этой гитаре Борис Пивоваров записал все гитарные партии на концептуальном альбоме Давида Тухманова «По волне моей памяти», сразу после своего появления в 1976 году ставшем в СССР культовым.
По свидетельству одного из присутствовавших на похоронах Бориса Пивоварова в 1995 году во Львове, вдова гитариста говорила, что не будет продавать гитару, а отдаст её какому-нибудь талантливому молодому гитаристу. Но в итоге пивоваровская гитара оказалась на хранении в студии SBI Records Игоря Бабенко в Москве.